# Cirillo Grott
Cirillo Grott (Folgaria, 18 dicembre 1937 – Folgaria, 27 febbraio 1990) è stato uno scultore italiano.
Artista di fama nazionale ed internazionale, come testimoniano le numerose esposizioni tenutesi in Italia e all'estero. Le opere di Grott fanno parte di numerose collezioni pubbliche e private.

## Biografia
Cirillo Grott nasce nella frazione di Guardia di Folgaria (Trento), primogenito di Irma e Claudiano Grott.
Nel 1953 entra come apprendista nel laboratorio di Folgaria dove si producono sculture in legno da inviare negli Stati Uniti.
Nel 1956 frequenta i corsi dell'Istituto d'Arte di Ortisei ed espone per la prima volta alcuni suoi lavori, successivamente nel 1961 si iscrive all'Accademia di belle arti di Roma dove trova validi insegnanti, fra cui il maestro Pericle Fazzini.
Nel corso del 1962 prepara una serie di sculture, che vengono esposte prima a Firenze, poi a Monaco di Baviera.
Nel 1963 apre un atelier a Rovereto dove inizia la sua attività artistica: scolpisce il legno, modella la creta, dipinge e disegna, scrive poesie e studia. Nello stesso anno vince il primo premio di scultura alla mostra internazionale organizzata presso la Galleria Burckhardt di Roma in occasione del centenario del Concilio di Trento, espone presso la Galleria La Novella di Salerno e presso la Galleria La Rocca di Riva del Garda.
Negli anni successivi espone in numerose città italiane, partecipa ad importanti mostre e riceve premi e segnalazioni: si ricorda in particolare la partecipazione al Premio Città di Bolzano nel 1965 e nel 1968, al Premio Suzzara nel 1967, nel 1968 e nel 1970, alla XIX Mostra d'Arte della Confindustria nel 1967, al Premio Francesca da Rimini nel 1967 e nel 1968, alla Galleria Tiberina di Roma nel 1970.
Nel 1969 tiene una mostra personale al Palazzo delle Esposizioni di Roma dove espone, tra le altre, l'opera in bronzo Dramma umano (Martin Luther King); la moglie del martire Coretta Scott King è commossa dall'opera e Grott gliene fa dono.
Nel 1971 il parlamentare austriaco Hermann Rainer acquista un suo quadro che raffigura una madre vietnamita per donarlo al Rainer-Regiments-Museum di Salisburgo.
Nel 1976 gli viene conferito a Roma il Premio Marco Aurelio d'Oro, insieme ad altri cento artisti provenienti da tutta l'Italia.
Il 1977 è un anno particolarmente prolifico poiché espone le sue sculture e i suoi disegni alla Galleria Le Chances de l'Art di Bolzano, alla Galleria CIDA di Milano, alla Galleria Alba di Ferrara. Inoltre riceve il primo premio "Leone d'oro" per la scultura a Firenze e fonda la Casa Museo Cirillo Grott, aprendo il suo studio al pubblico.
Nel 1978 viene organizzata una grande mostra personale presso la Galleria Boccioni di Milano e nel 1981 è presente con i massimi nomi della scultura mondiale alla Galleria Il Tribbio 2 di Trieste.
Nel 1982 espone al Salon del Nations di Parigi dove molti galleristi e critici d'arte si interessano al suo lavoro e lo invitano a esporre in Francia, in Germania, in Svizzera e negli Stati Uniti, ma Grott rifiuta perché vuole dedicarsi solo al suo lavoro e a chi insiste risponde: "Quello che faccio rimane, le mostre poi qualcuno le farà!".
Il figlio Florian Grott è anch'egli pittore e scultore.